# Poian
Poian is een Roemeense gemeente in het district Covasna.
Poian telt 1850 inwoners.